# Ataxia cerebelar
La ataxia cerebelar es una forma de ataxia originada en el cerebelo.
Diversas pruebas médicas, entre las cuales la más empleada es el test de Romberg, permiten distinguir entre ataxia cerebelar y otras formas de ataxia.